# Encalypta pilosa
Encalypta pilosa är en bladmossart som beskrevs av Röhling 1813. Encalypta pilosa ingår i släktet klockmossor, och familjen Encalyptaceae. Inga underarter finns listade i Catalogue of Life.